# Neonauclea unicapitulifera
Neonauclea unicapitulifera är en måreväxtart som beskrevs av Colin Ernest Ridsdale. Neonauclea unicapitulifera ingår i släktet Neonauclea och familjen måreväxter.
Artens utbredningsområde är Sulawesi. Inga underarter finns listade i Catalogue of Life.